# Litanije
Litanije so krščanska molitev, za katero je značilno večkratno ponavljanje istega vzklika ali odpeva (npr.: »usmili se nas«, »prosi za nas«, ipd). Izraz litanije izvira iz grške besede starogrško λιτή [lite] = molitev, prošnja.
Litanije so zelo razširjene v Katoliški Cerkvi. V pravoslavju poznajo podobno molitev, ki se imenuje ektenija.

## Zgodovina
Prve litanije so se v cerkvi pojavile že v 5. stoletju, kot priložnostne pesmi z odpevi med duhovniki in verniki. Tedaj so se razvile tudi posebne oblike, ki so ponavadi vsebovale odpeve »Kyrie Eleison« (Gospod usmili se) in »Agnus Dei« (Jagnje božje), za uporabo v liturgiji pa so s časom dobile standardne vsebine, glede na namen. 
Litanije se lahko móli ali tudi pôje. Najbolj svečane litanije se móli pred Najsvetejšim. Pogosta je tudi molitev litanij med procesijami.
Med najbolj znanimi litanijami so: Litanije Srca Jezusovega, Litanije svetnikov, Lavretanske litanije, Litanije Matere Božje, itd.